# Ruta Nacional 251 (Argentina)
La Ruta Nacional 251 es una carretera argentina asfaltada, que se encuentra en el este de la Provincia de Río Negro. En su recorrido de 204 kilómetros une la Ruta Nacional 22 a 33 km al oeste del pueblo Río Colorado con el empalme con la Ruta Nacional 3 en el kilómetro 1.139, en la ciudad de San Antonio Oeste.
Esta ruta permite un acceso directo desde las poblaciones del este patagónico con Santa Rosa, Córdoba y demás ciudades del centro argentino sin tener que transitar por la Provincia de Buenos Aires.
El puente sobre el Río Negro en la ciudad de General Conesa se inauguró en 1968 y mide 398 m de longitud.

## Localidades
Las ciudades y pueblos por los que pasa esta ruta de norte a sur son las siguientes (los pueblos con menos de 5000 habitantes figuran en itálica).

### Provincia de Río Negro
Recorrido: 204 km (kilómetro 0 a 204).
- Departamento Pichi Mahuida: No hay poblaciones.
- Departamento Conesa: General Conesa (km 117).
- Departamento San Antonio: San Antonio Oeste (km 204).

## Historia
Esta carretera estaba incluida en el plan original de rutas nacionales que la Dirección Nacional de Vialidad difundió el 3 de septiembre de 1935. Se extendía entre San Antonio Oeste y General Conesa.
Durante la década de 1960 el tramo de la Ruta Nacional 248 ubicado entre General Conesa y Río Colorado se agregó a la Ruta 251.
En 1970 se construyó la traza actual pavimentada, que difería en la anterior ya que finalizaba en el empalme con la Ruta Nacional 22 26 km al oeste del antiguo camino. Por Ley Provincial 1.872 de Río Negro con vigencia desde el 28 de septiembre de 1984 se convalidó el acuerdo de transferencia a Vialidad Provincial de la vieja traza de 130 km de extensión celebrado el 7 de enero de 1975. El camino pertenece actualmente a la red rural de carreteras.  En el año 2013 concluyeron las tareas de repavimentación, la obra vial que quedó inaugurada con una teleconferencia de la presidenta Cristina Fernández de Kirchner.